# Bagrus degeni
Bagrus degeni is een straalvinnige vissensoort uit de familie van de stekelmeervallen (Bagridae). De wetenschappelijke naam van de soort is voor het eerst geldig gepubliceerd in 1906 door George Albert Boulenger.